# Hall Automobile Company
Hall Automobile Company war ein US-amerikanischer Hersteller von Automobilen.

## Unternehmensgeschichte
Elbert John Hall hatte ab 1902 Erfahrungen im Automobilbau gesammelt. Ab 1905 war er in leitender Position bei der Occidental Motor Car Company in San José in Kalifornien tätig. Hier stellte er 1907 sein erstes Fahrzeug her, das er Comet nannte. 1907 schloss das Unternehmen.
Hall zog daraufhin nach San Francisco. Dort gründete er im gleichen Jahr die Hall Auto Repair Company als Autowerkstatt sowie zusammen mit Walter C. Morris die Hall Automobile Company. Sie stellten weitere sechs Fahrzeuge her. Der Markenname blieb Comet. 1908 endete die Produktion. Danach verliert sich die Spur des Unternehmens.
Hall stellte 1909 und 1910/11 noch zwei Fahrzeuge auf Kundenwunsch her. Außerdem gründete er die Hall-Scott Motor Car Company zur Motorenherstellung.
Es bestand keine Verbindung zu den anderen US-amerikanischen Automobilherstellern mit dem gleichen Markennamen: Continental Motors Corporation aus Buffalo, Comet Cyclecar, Comet Automobile Company, General Developing Company, Comet Co. und Comet Motors.

## Fahrzeuge
Im Angebot stand nur ein Modell. Der selbst entwickelte Vierzylindermotor mit OHV-Ventilsteuerung leistete 25 PS aus 3293 cm³ Hubraum. Das Fahrgestell hatte 259 cm Radstand. Die Fahrzeuge waren als offene zweisitzige Roadster mit Verdeck karosseriert. Der Hersteller garantierte 120 km/h Höchstgeschwindigkeit. Die Fahrzeuge waren für ihre Zeit sehr schnell. Im August 1908 gewannen sie in Santa Rosa sieben von acht Rennen, in denen sie eingesetzt wurden.
Das Einzelstück von 1909 hatte einen Sechszylindermotor.
Das letzte Fahrzeug wurde von einem V8-Motor angetrieben. George W. Scott war der Auftraggeber.